# گمینا مچیلین
گمینا مچیلین (به لهستانی:  Gmina Mycielin) یک گمینا در لهستان است که در شهرستان کالیش واقع شده‌است. گمینا مچیلین ۱۱۰٫۸۱ کیلومتر مربع مساحت و ۴٬۹۵۰ نفر جمعیت دارد.